# Vassil Parmakov
Vassil Parmakov (bulgarisch Васил Пармаков, * 30. September 1961; † 21. Mai 2016) war ein bulgarischer Jazzpianist (auch Keyboards, Gesang, Arrangement, Komposition).
Parmakov spielte um 1990 in Sofia mit der Sofia Jazz Band (Album Tribute to Konstantin Nossov), in den folgenden Jahren u. a. mit Milcho Leviev, Okay Temiz und Yildiz Ibrahimova. Unter eigenem Namen legte er 1994 das Album Lombrosso mit Eigenkompositionen vor, an dem u. a. Stojan Jankulow mitwirkte. Von 1990 bis 2015 war er an sieben Aufnahmesessions beteiligt, zuletzt mit dem Trio des Bassisten Pedro Negrescu mit Hristo Yotsov (Schlagzeug).